# Эски-Дюрбе
Эски́-Дюрбе́ (крымскотат. Eski Dürbe — «старая гробница») — старейшая гробница Бахчисарая, построенная, по некоторым сведениям, в XIV веке, задолго до Бахчисарайского дворца. Памятник архитектуры. Находится на склоне левого берега реки Чурук-Су, в 180 м к юго-востоку от Ханского дворца, на улице Зои Космодемьянской.

## История

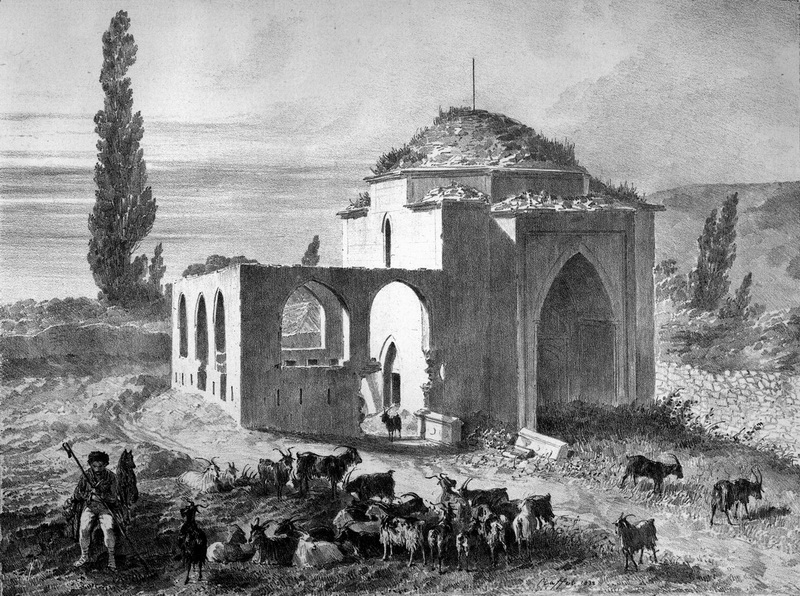
Эски-Дюрбе, гравюра О. Раффе (1838 г.)

Эски-Дюрбе — памятник архитектурного и исторического значения, построенный во времена Золотой Орды. Тем не менее гробница достаточно плохо исследована, и даже неизвестно, кто в ней похоронен.

Заместитель генерального директора по научной работе Бахчисарайского историко-культурного и археологического музея-заповедника Эмиль Сейдалиев говорил:
Есть лишь устные легенды о том, что здесь похоронили некоего бея, который владел долиной еще до основания Бахчисарая. Его так и называют — Дере-бей, «князь долины». Но кто он был такой и почему обрел последнее пристанище именно здесь, никто не знает. Во всяком случае, ни в одном письменном источнике человек с таким именем не упоминается.
Ранее Эски-Дюрбе был окружён кладбищем. Надргобия видны на рисунках XIX века и фотографиях начала XX века.
В 1927 году под руководством директора Бахчисарайского дворца-музея В. А. Боданинского проводились реставрационные работы: был отремонтирован купол, восстановлены утраченные элементы тюрбе и дворика, установлены железные двери.
В 1965 году проводился ещё один ремонт: воссозданы утраченные части стен дворика, купол покрыт цементной стяжкой. В середине 1990-х годов купол покрыли листами оцинкованного железа.
В 2013 году Бахчисарайской археологической экспедицией под руководством Э. И. Сейдалиева были проведены исследования, позволившие уточнить датировку памятника. Стратиграфические наблюдения показали, что дата строительства может быть отнесена к XVII веку.

## Архитектура
Здание монументальное, каменные работы выполнены чрезвычайно искусно: достигнута точность и чистота квадровой кладки стен, мастерски проработаны детали — карнизы, наличники и другие украшения. Гробница имеет строгий лаконичный вид, имеются некоторые декоративные элементы. Это единственная из всех сохранившихся доныне 10 тюрбе, построенная не из белого известняка, а из местного жёлтого камня.
Сооружение асимметрично в плане. Оно состоит из двух частей разной высоты: собственно тюрбе и дворика, примыкающей к его южному фасаду. В стенке квадратного дворика 7 слегка стрельчатых арок вверху и 20 декоративных бойниц внизу. Ранее во дворике находился фонтан. Во дворик можно попасть только из усыпальницы. Предположительно, он изначально задумывался как фамильное кладбище, либо как место отдыха для пришедших поклониться усопшим.
Тюрбе представляет собой квадратное в плане сооружение, перекрытое килевидным в разрезе куполом, покрытым в настоящее время оцинкованным железом. Согласно некоторым предположениям, первоначально купол имел форму пирамиды и был покрыт литым свинцом. Купол стоит на восьмигранном барабане. Переход из четверика в восьмерик осуществляется через тромпы персидского типа. По сведениям В. А. Боданинского, купол сильно пострадал от удара молнии в 1880-е годы.
Под куполом в кладку вмонтированы голосники, особой формы керамические сосуды-резонаторы. Этот приём, известный ещё с античности, но не характерный для мусульманской архитектуры, применяли для улучшения акустики, а также чтобы уменьшить вес конструкции, особенно сводов, или для поглощения внешних шумов.
Главный вход в усыпальницу — с востока. Он размещён в глубоком прямоугольном портале. Два пилона входного портала перекрыты стрельчатой аркой высокого подъёма. Она обрамлена углублённым архивольтом, который по всей ширине, на уровне пят, украшен резным карнизом со стилизованными сталактитами. Стены пилонов со стороны входа не имеют декора, как и свод арки. Кладка портала выполнена рядами гладкотёсанного камня. Грани пилонов украшены маленькими трёхчетвертными колоннами, не достигающими карниза. Входная арка декорирована тремя круглыми резными розетками. В стенах сооружения — два яруса арочных оконных проёмов.
По мнению востоковеда И. А. Орбели, архитектурный стиль Эски-Дюрбе был позаимствован у армян. А архитектурой дюрбе в дальнейшем могли вдохновляться строители Ханского дворца.